# Batalha de Ostrovo
A Batalha de Ostrovo ocorreu em 1041 perto de Ostrovo (Arnissa), uma zona próxima ao lago de mesmo nome no norte da Grécia. Em 1040, Pedro Deliano comandou uma revolta contra os bizantinos e foi proclamado imperador da Bulgária. Rapidamente ocupou as terras dos Balcãs Ocidentais, de Belgrado à Larissa, mas, no ano seguinte, foi traído por seu primo Alusiano, que desertou seu exército e o cegou. Mesmo cego, Deliano permaneceu no comando e se juntou contra os bizantinos perto de Ostrovo. A batalha em si não é clara, mas os búlgaros foram derrotados, principalmente, com a ajuda da Guarda Varegue. O fim do líder búlgaro também se desconhece; pode haver perecido na batalha. Como resultado, a revolta foi esmagada e a Bulgária não se libertaria até 1185.